# M40 (снайперская винтовка)
7,62-мм снайперская винтовка M40 — американская снайперская винтовка, сконструированная на базе Remington 40ХВ (в свою очередь являющейся усовершенствованым вариантом Remington 700).
Для стрельбы из M40 применяются винтовочные патроны калибра 7,62×51 мм NATO. Технически представляет собой винтовку с продольно-скользящим поворотным затвором. Подача патронов при стрельбе производится из коробчатого магазина емкостью на 5 патронов.
Винтовка комплектуется десяти (10) кратным оптическим прицелом Unertl. Рассеивание на дистанции 300 м — не более 1 угловой минуты (5 выстрелов укладываются в круг диаметром 80 мм).

## Варианты и модификации
- M40
- M40A1
- M40A2
- M40A3 — модификация, разработка которой началась в 1996 году и была завершена в 2001 году
- M40A4
- M40A5